# 中国石油大学学报（自然科学版）
《中国石油大学学报（自然科学版）》创刊于1959年，是中国大陆工程科技类双月刊，编辑部位于山东省青岛市。此刊物由中国石油大学(华东)主办。
《中国石油大学学报（自然科学版）》在2018年被中华人民共和国国家新闻出版广电总局新闻报刊司评为2017年全国“百强报刊”。